# Ronde van de Algarve 2021
De 47e editie van de wielerwedstrijd Ronde van de Algarve vond in 2021 plaats van 5 tot en met 9 mei in de Algarve, Portugal. De rittenwedstrijd, die deel uitmaakt van de UCI ProSeries 2021-kalender, startte in Lagos en eindigde op de Alto do Malhão nabij Loulé. De Belg Remco Evenepoel, de winnaar in 2020, werd op de erelijst opgevolgd door João Rodrigues die voor het eerst na 2006 weer voor een Portugese eindoverwinning zorgde.

## Deelnemende ploegen
Er namen zeven UCI World Tour-ploegen, acht UCI ProTeams en tien continentale teams deel met elk met zeven renners wat het totaal op 175 deelnemers bracht.
| WorldTour | ProTeam | Continentaal |
| --- | --- | --- |
| AG2R-Citroën BORA-hansgrohe Deceuninck–Quick-Step Groupama-FDJ INEOS Grenadiers Intermarché-Wanty-Gobert Matériaux UAE Team Emirates | Arkéa-Samsic Bingoal Pauwels Sauces WB Burgos-BH Caja Rural-Seguros RGA DELKO Equipo Kern Pharma Euskaltel-Euskadi Rally Cycling | Antarte-Feirense Atum General–Tavira–Maria Nova Hotel Efapel Hagens Berman Axeon Kelly-Simpoldes-UDO Louletano-Loulé Concelha Radio Popular-Boavista Tavfer-Measindot-Mortágua W52-FC Porto |

## Etappe-overzicht
| Etappe    | Datum | Start     | Finish                 | Type                | Afstand  | Winnaar        | Klassementsleider |
| --------- | ----- | --------- | ---------------------- | ------------------- | -------- | -------------- | ----------------- |
| 1e etappe | 5 mei | Lagos     | Portimão               | Heuvelrit           | 189,5 km | Sam Bennett    | Sam Bennett       |
| 2e etappe | 6 mei | Sagres    | Fóia                   | Bergrit             | 182,8 km | Ethan Hayter   | Ethan Hayter      |
| 3e etappe | 7 mei | Faro      | Tavira                 | Heuvelrit           | 203,1 km | Sam Bennett    | Ethan Hayter      |
| 4e etappe | 8 mei | Lagoa     | Lagoa                  | Individuele tijdrit | 20,3 km  | Kasper Asgreen | Ethan Hayter      |
| 5e etappe | 9 mei | Albufeira | Alto do Malhão (Loulé) | Heuvelrit           | 170,1 km | Élie Gesbert   | João Rodrigues    |

## Klassementsleiders
| Etappe      | Winnaar        | Algemeen       | Punten      | Berg           | Jongeren        | Ploegen           |
| 1           | Sam Bennett    | Sam Bennett    | Sam Bennett | Jon Irisarri   | Jarrad Drizners | UAE Team Emirates |
| 2           | Ethan Hayter   | Ethan Hayter   | Sam Bennett | João Rodrigues | Sean Quinn      | INEOS Grenadiers  |
| 3           | Sam Bennett    | Ethan Hayter   | Sam Bennett | João Rodrigues | Sean Quinn      | INEOS Grenadiers  |
| 4           | Kasper Asgreen | Ethan Hayter   | Sam Bennett | João Rodrigues | Sean Quinn      | INEOS Grenadiers  |
| 5           | Élie Gesbert   | João Rodrigues | Sam Bennett | Luís Fernandes | Sean Quinn      | W52-FC Porto      |
| Eindstanden | Eindstanden    | João Rodrigues | Sam Bennett | Luís Fernandes | Sean Quinn      | W52-FC Porto      |

1960 · 1961 · 1962-1976 · 1977 · 1978 · 1979 · 1980 · 1981 · 1982 · 1983 · 1984 · 1985 · 1986 · 1987 · 1988 · 1989 · 1990 · 1991 · 1992 · 1993 · 1994 · 1995 · 1996 · 1997 · 1998 · 1999 · 2000 · 2001 · 2002 · 2003 · 2004 · 2005 · 2006 · 2007 · 2008 · 2009 · 2010 · 2011 · 2012 · 2013 · 2014 · 2015 · 2016 · 2017 · 2018 · 2019 · 2020 · 2021 · 2022 · 2023 · 2024 · 2025